# Donkey Kong Bananza
Donkey Kong Bananza é um jogo eletrônico de plataforma desenvolvido e publicado pela Nintendo para o Nintendo Switch 2. O jogador controla o gorila Donkey Kong, que se aventura no subsolo com a jovem Pauline para recuperar artefatos conhecido como Cristais de Banândio de um grupo de macacos vilões. Eles exploram níveis estilo sandbox enquanto completam objetivos, lutam contra inimigos e coletam objetos. Bananza apresenta ambientes destrutíveis; o jogador pode destruir a maioria dos terrenos para criar caminhos e encontrar itens.
Bananza é o primeiro jogo original da série Donkey Kong desde Donkey Kong Country: Tropical Freeze (2014) e o primeiro jogo de plataforma 3D desde Donkey Kong 64 (1999). O jogo foi lançado em 17 de julho de 2025.

## Jogabilidade
Donkey Kong Bananza é um jogo de plataforma e aventura 3D que enfatiza a destruição e a exploração de mundo aberto. O jogador assume o papel principal de Donkey Kong que busca coletar os Cristais de Banândio, diamantes dourados em forma de banana, enquanto explora níveis estilo sandbox em um mundo subterrâneo. Cada camada subterrânea tem temas variados que inclui gelo, lava e biomas tropicais.
Donkey Kong consegue rolar, socar, golpear o chão, pegar e arremessar objetos, e escalar a maioria das superfícies. Coletar Cristais de Banândio permite ao jogador aprimorar as habilidades de Donkey Kong em uma árvore de habilidades. Donkey Kong possui a habilidade de Transformações Bananza com tema animal no qual se transforma em outros animais.  O jogador pode usar e alternar entre essas transformações a qualquer momento, embora a duração delas seja limitada por um medidor de energia.
Jornalistas compararam Bananza a Super Mario Odyssey (2017), alguns descrevendo-o como um "sucessor espiritual". O jogador completa missões, resolve quebra-cabeças e luta contra inimigos para coletar os Cristais de Banândio. Cristais de Banândio funcionam de forma semelhante às Luas de Odyssey e são obtidas ao progredir na história ou encontradas por meio da exploração. Enquanto explora, o jogador descobre áreas isoladas onde deve completar desafios, incluindo plataformas, resolução de quebra-cabeças, derrotando inimigos dentro de um limite de tempo e mineração de ouro.  Eles são recompensados com Cristais de Banândio ou ouro após a conclusão. Algumas áreas contêm seções de rolagem lateral, semelhantes aos jogos Donkey Kong Country.

## Desenvolvimento
O último grande lançamento da franquia Donkey Kong, Donkey Kong Country: Tropical Freeze, foi lançado para o Wii U em 2014. Posteriormente, a Nintendo e a Vicarious Visions, em colaboração com o criador da franquia, Shigeru Miyamoto, dedicaram seis meses a um novo jogo de Donkey Kong para o Nintendo Switch. Com o codinome "Freedom", o projeto visava um jogo de plataforma 3D de mundo aberto, com grande foco na travessia e com a mecânica de "trituração" em cipós como elemento central. No entanto, o projeto foi cancelado em 2016, quando a Activision Blizzard, dona da Vicarious Visions, optou por realocar seus desenvolvedores para focar na franquia principal, Call of Duty.
Bananza é o primeiro jogo de plataforma 3D de Donkey Kong desde Donkey Kong 64 (1999). Este jogo também apresenta um novo design de Donkey Kong, o que não acontecia desde Donkey Kong Country da Rare, em 1994. O novo visual é, inclusive, similar à sua aparição no filme Super Mario Bros. O Filme, de 2023.